# Gianluca Bortolami
Gianluca Bortolami (Locate di Triulzi, 28 augustus 1968) is een Italiaans voormalig wielrenner. Halverwege de jaren negentig was hij een goed klassiek renner, met in 1994 de eindzege in de Wereldbeker wielrennen. Twee jaar later werd hij tweede in Parijs-Roubaix, en nog eens vijf jaar later, in 2001, won hij de Ronde van Vlaanderen.

## Belangrijkste overwinningen
1986
- Eindklassement Giro della Lunigiana, Junioren

1990
- 5e etappe Kellogg's Tour of Britain

1991
- 4e etappe (deel A) Kellogg's Tour of Britain

1992
- 2e etappe Ronde van Romandië

1993
- Monte Carlo-Alassio
- Criterium d'Abruzzo

1994
- Ronde van Veneto
- GP Città di Camaiore
- 6e etappe Ronde van Frankrijk
- Leeds International Classic
- Kampioenschap van Zürich
- Eindklassement Wereldbeker Weg, Elite

1997
- Ronde van Piëmont
- 5e etappe Vuelta a Galega
- Coppa Bernocchi
- Trofeo dello Scalatore 2

1998
- GP Chiasso

1999
- 1e en 2e etappe Ronde van Oostenrijk

2001
- Ronde van Vlaanderen
- Ronde van Bochum
- 3e etappe Ronde van Zwitserland
- 3e etappe Brixia Tour

2002
- Ronde van Romagna
- GP Beghelli
- GP Fourmies

2003
- 1e etappe Driedaagse van De Panne

2004
- 1e etappe Ronde van België
- Ronde van Romagna

## Resultaten in voornaamste wedstrijden
| Jaar | Ronde van Italië | Ronde van Frankrijk | Ronde van Spanje |
| ---- | ---------------- | ------------------- | ---------------- |
| 1990 | 123e             |                     |                  |
| 1991 | 16e              |                     |                  |
| 1992 | 64e              |                     |                  |
| 1993 | 55e              | 73e                 |                  |
| 1994 | 51e              | 13e (1)             |                  |
| 1995 |                  | opgave              |                  |
| 1996 | opgave           |                     | opgave           |
| 1997 | 34e              | 46e                 |                  |
| 1998 |                  |                     |                  |
| 1999 |                  |                     |                  |
| 2000 | 96e              | opgave              |                  |
| 2001 |                  |                     |                  |
| 2002 |                  | 75e                 |                  |
| 2003 |                  | opgave              |                  |
| 2004 |                  |                     |                  |
| 2005 |                  |                     |                  |

| Jaar | Milaan-San Remo | Gent-Wevelgem | Ronde van Vlaanderen | Parijs-Roubaix | Amstel Gold Race | Luik-Bast.‑Luik | Ronde van Lombardije | Parijs-Tours | E3 Harelbeke | Omloop Het Volk |  | WK op de weg |  | Wereldranglijsten |
| ---- | --------------- | ------------- | -------------------- | -------------- | ---------------- | --------------- | -------------------- | ------------ | ------------ | --------------- |  | ------------ |  | ----------------- |
| 1990 | 105e            | 73e           |                      |                |                  |                 |                      |              | 7e           |                 |  |              |  |                   |
| 1991 | 79e             |               |                      |                |                  |                 |                      |              |              |                 |  |              |  |                   |
| 1992 | 101e            |               |                      |                |                  |                 |                      |              |              |                 |  |              |  |                   |
| 1993 | 43e             |               |                      |                | 21e              | 77e             |                      | 62e          |              |                 |  |              |  |                   |
| 1994 | 15e             |               |                      |                |                  |                 | 50e                  | ↑            | 5e           |                 |  | 25e          |  | (UWB)             |
| 1995 | 58e             | 20e           | 5e                   | 10e            | 9e               | 15e             |                      |              |              |                 |  |              |  |                   |
| 1996 | 40e             | 57e           | 107e                 | ↑              | 8e               |                 |                      |              |              |                 |  |              |  |                   |
| 1997 |                 |               |                      |                |                  |                 | 11e                  | 40e          |              |                 |  | 34e          |  | 10e (UWB)         |
| 1998 | 25e             | 14e           | 9e                   | 9e             | 31e              |                 |                      |              |              | ↑               |  |              |  |                   |
| 1999 | 151e            | 101e          | 29e                  | 19e            |                  |                 |                      |              |              |                 |  |              |  |                   |
| 2000 | 126e            |               | 86e                  | 56e            | 61e              |                 |                      |              |              |                 |  |              |  |                   |
| 2001 | 58e             | 15e           | ↑                    | 15e            | 16e              | 93e             |                      |              |              | 17e             |  |              |  | 8e (UWB)          |
| 2002 | 142e            |               | 37e                  |                | 53e              |                 |                      | 48e          | 19e          | 21e             |  | 41e          |  | 31e (UWB)         |
| 2003 | 11e             |               |                      | 14e            | 77e              |                 |                      |              | 19e          | 14e             |  |              |  |                   |
| 2004 |                 |               | 64e                  | 38e            | 89e              |                 | opgave               |              | 25e          |                 |  |              |  |                   |
| 2005 |                 |               | 50e                  | 36e            |                  |                 |                      |              |              |                 |  |              |  |                   |